# خروشچوو
خروشچوو (به لهستانی:  Chruszczewo) یک روستا در لهستان است که در گمینا چیخانوو واقع شده‌است.